# Monocromo
Los términos monocromo y monocromático (del italiano monocromo, y este del griego μονόχρωμος monóchrōmos, compuesto de μονο mono -"uno"- y χρωμα chroma -"color" o "pigmento", inicialmente "color de la piel"-) se aplican a todo aquello que tiene un solo color.
- En arte, se utiliza para referirse a una paleta o, por metonimia, a una obra sobre tela, tabla o bota, compuesta con un único color o en blanco y negro.

- En física, se utiliza más para referirse a la luz monocromática, una radiación electromagnética de una sola longitud de onda. Desde el punto de vista físico, ninguna fuente de radiación electromagnética es puramente monocromática, pues eso requeriría una onda de duración infinita. Incluso fuentes de esta radiación como los láseres tienen un pequeño rango de longitudes de ondas (conocido como ancho de banda de la fuente) sobre el que operan.
- En informática, monocromo tiene varios significados: puede indicar que se tiene un solo color que está encendido o apagado o también que tiene tonos intermedios, por lo que tiene la misma ambigüedad que blanco y negro. Para una imagen el término monocromo es esencialmente blanco y negro, pero a veces se prefiere el término monocromo para indicar que puede ser en realidad «blanco y verde», «verde y negro», etcétera.

- Un monitor monocromo solo dispone de un color, normalmente blanco o verde o color ámbar anaranjado, y normalmente también tonos intermedios (grises o tonos verdes más o menos oscuros, respectivamente).monocromático es algo de un solo color y se usa principalmente en las tarjetas de vídeo.
- El uso de monocromático en informática hace asimismo referencia más al uso, como en física. Monocroma es la radiación del haces de luz del CRT (tubo de rayos catódicos) que al chocar contra la pantalla, debido a las diferencias de frecuencias que puede generar en aquella, la imagen que se visualiza contiene colores comúnmente llamados colores intermedios.(Véase colores complementarios y modelo de color RGB). Es incorrecto decir que una fotografía, imagen o pantalla es blanco y negro cuando pueden apreciarse sombras o colores intermedios, siendo en realidad una imagen en escala de grises.

- En biología, se refiere a los animales con un solo color o tintaje que los caracteriza, pero también a los animales de solo dos colores como monocromáticos como, por ejemplo, la cebra.